# Ковалёва, Екатерина Анатольевна
Екатерина Анатольевна Ковалева / Katsiaryna Kavaleva (бел. Кацярына Анатольеўна Кавалева род. 17 февраля 1991, Могилёв) — белорусская спортсменка (бокс). Призёр чемпионата мира 2019 года по боксу. Чемпион мира и «Лучший боец» чемпионата мира по кикбоксингу 2015 года. Мастер спорта Республики Беларусь международного класса по боксу и кикбоксингу. Мастер спорта Республики Беларусь по карате .Чемпион Беларуси по карате, тхэквондо, кикбоксингу, муайтай и боксу.

## Карьера
Екатерина Ковалёва спортсменка из Белорусского Могилёва, на взрослых турнирах по боксу дебютировала в 2019 году.
Предолимпийский чемпионат мира 2019 года, который состоялся в Улан-Удэ в октябре, белорусская спортсменка завершила полуфинальным поединком, уступив американской спортсменке Даниэлле Перкинс досрочно. В результате на одиннадцатом чемпионате мира по боксу среди женщин, первом для себя в карьере, она завоевала бронзовую медаль.